# Saint-Avit, Lot-et-Garonne
Saint-Avit är en kommun i departementet Lot-et-Garonne i regionen Nouvelle-Aquitaine i sydvästra Frankrike. Kommunen ligger i kantonen Seyches som tillhör arrondissementet Marmande. År 2022 hade Saint-Avit 183 invånare.

## Befolkningsutveckling
Antalet invånare i kommunen Saint-Avit
| Referens: INSEE |